# Адхо мукха шванасана
Адхо мукха шванасана, или собака мордой вниз — одна из базовых асан хатха-йоги. Восьмая асана в последовательности Сурья-намаскара.

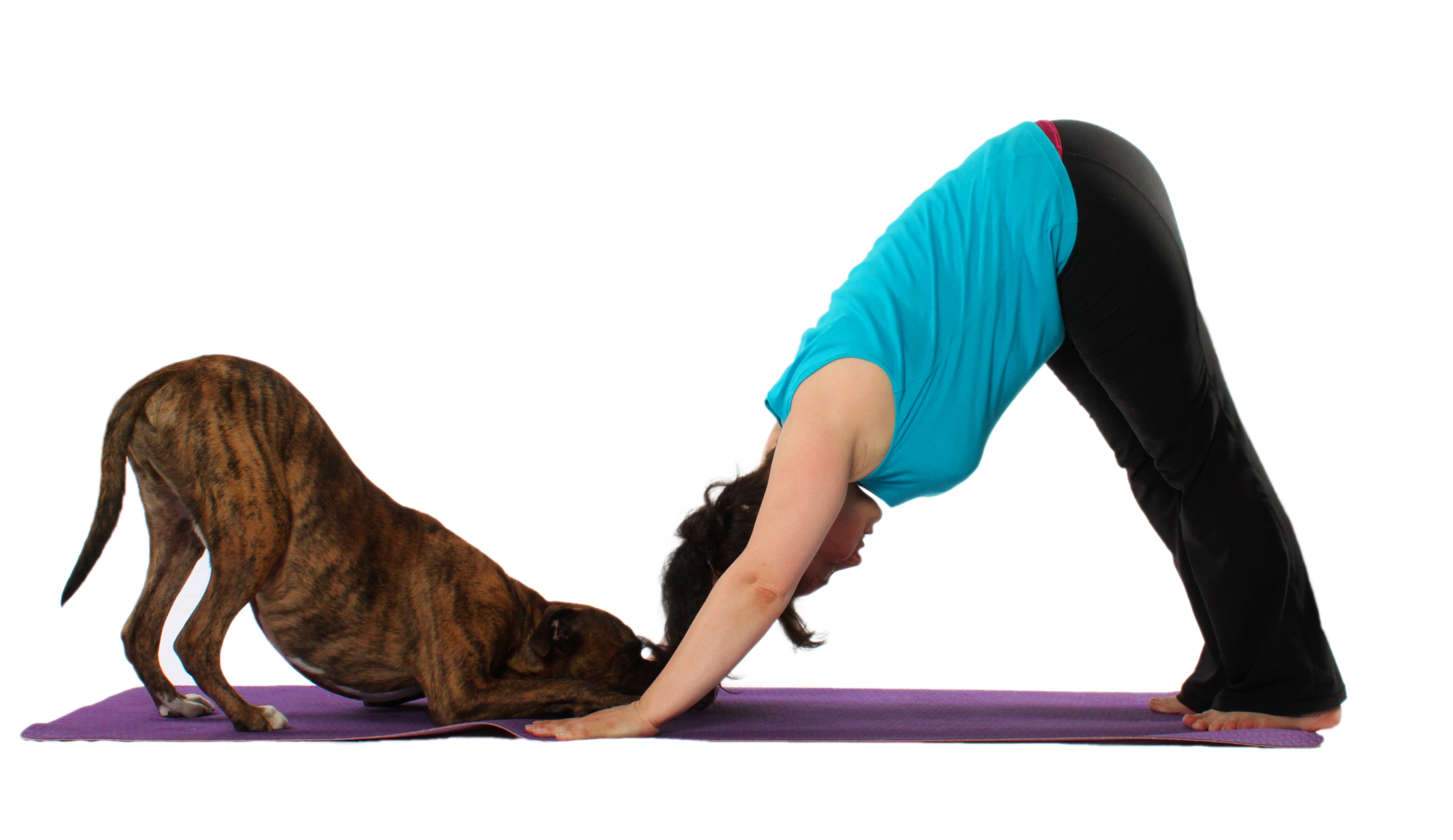

## Техника выполнения
Ступни на полу. Ладони находятся на ширине плеч пальцами вперед, плотно прижаты к полу.
На вдохе следует поднимать корпус, максимально высоко зафиксировав положение ягодиц. Голова опущена. В асане рекомендуется задерживатья на 5-8 глубоких дыханий.

## Отстройка поБ. К. С. Айенгару
1. Лечь в полный рост на пол на живот лицом вниз. Раздвинуть стопы примерно на 30 см.
2. Поместить ладони на уровне груди, пальцы вытянуть в направлении головы.
3. Выдохнуть и поднять туловище. Выпрямить руки, подвинуть полову к стопам и поместить темя на пол, выпрямляя локти и вытягивая спину.
4. Ноги держать твердо, колени не сгибать, пятки вжимать в пол. Подошвы и пятки полностью стоят на полу, стопы параллельны, пальцы ног обращены прямо вперед.
5. Оставаться в этой позе около 1 минуты, дышать глубоко. Затем с выдохом поднять голову от пола, вытянуть туловище вперед, осторожно опустить тело на пол и расслабиться.

### Эффект
Когда человек утомлен, длительное пребывание в этой позе снимает усталость и возвращает утраченную энергию. Эта поза особенно полезна для бегунов, уставших от трудного забега. У спринтеров она развивает быстроту и легкость в ногах. Поза способствует размягчению солевых шпор и снимает боль и скованность в пятках. Она укрепляет лодыжки и придает ногам красивое очертание. Практика этой асаны снимает тугоподвижность в области лопаток, помогает при артрите плечевых суставов. Мышцы живота подтягиваются к позвоночнику и укрепляются. Поскольку диафрагма поднимается к грудной полости, частота сердцебиений замедляется. Это бодрящая поза.
Те, кто не решается делать Ширшасану, могут с удобством выполнять эту асану. При наклоне полностью вытянутого туловища вниз здоровая кровь приливает к голове без малейшего напряжения для сердца. Она обновляет мозговые клетки, усиливает деятельность мозга, снимая его усталость.
Эту позу могут делать также лица, страдающие повышенным давлением крови.

## Влияние
Асана укрепляет мышцы рук передней части бёдер, верх спины и мышцы живота, а также растягивает заднюю часть бедра, икроножные мышцы, плечи и грудь.

Асана позволяет расслабить мышцы спины и уменьшить сдавливание межпозвоночных дисков, помогает улучшить осанку и облегчить боль в спине. Хорошо влияет на суставы и на кровообращение.
Кроме того, утверждается, что она улучшает пищеварение, обеспечивает прилив крови к голове, уменьшает боли в спине, помогает избавиться от головной боли и бессонницы, улучшается функция легких, минимизируется симптомы менопаузы.

## Вариации
Существует множество вариаций асаны:
облегченные варианты
- Прямой угол с опорой на стену
- Уттанасана с согнутыми коленями
- «Собака мордой вниз» с руками на блоках

усложненные варианты
- На одной руке
- На одной руке со скручиванием корпуса
- На одной ноге
- На одной ноге со скручиванием